# Saint Jérôme dans sa cellule
Pour les articles homonymes, voir Saint Jérôme dans son étude.
Saint Jérôme dans sa cellule ou  Saint Jérôme dans son étude (en allemand : Der heilige Hieronymus im Gehäus) est une gravure de l'artiste allemand Albrecht Dürer datée de 1514, conservée à la Staatliche Kunsthalle Karlsruhe.

## Histoire
Vu sa perfection d'exécution, Saint Jérôme dans sa cellule est souvent considéré comme faisant partie du groupe de trois « gravures maîtresses » réalisées par Dürer, les deux autres étant Le Chevalier, la Mort et le Diable (1513) et Melencolia I (1514). Elles constituent les trois sphères d'activité reconnues au Moyen Âge : Le Chevalier, la Mort et le Diable appartient à la sphère morale et à la vie active ; Melencolia représente la sphère intellectuelle et la vie mentale ; Saint Jérôme dans sa cellule illustre la sphère théologique et la vie contemplative.
Dürer a déjà représenté le saint dans une gravure sur bois datée de 1492 et dans une étude à la plume de 1511 conservée au Metropolitan Museum of Art. Il lui consacrera un tableau dix ans plus tard.
Dürer admire saint Jérôme, auquel il consacrera en tout sept gravures. Pour Érasme et les humanistes de Nuremberg, ce Père de l'Église est l'exemple du parfait chrétien érudit. En 1514, année de création de la gravure, paraît la traduction en allemand de la Vie de saint Jérôme par Lazarus Spengler, un ami de Dürer.

## Description et interprétation
Le titre - « Gehäus » - est un mot désuet signifiant « maison » ou « bâtiment » mais aussi « chambre », « parloir » ou « salle d'étude ». Des livres, des outils d'écriture et un sablier sont les éléments typiques d'un studiolo italien.
Saint Jérôme est représenté comme un vieillard assis seul à sa table de travail, au coin de laquelle se dresse un crucifix. Son chapeau de cardinal est accroché derrière lui. Probablement se concentre-t-il sur sa traduction de la Bible en latin, la Vulgate. Symbole de l'inspiration divine, les rayons du soleil qui traversent les fenêtres baignent cet intérieur paisible et ordonné. Une ligne imaginaire, partant de la tête du saint et passant par la croix pour aboutir au crâne posé sur le rebord de la fenêtre, met face à face la mort et la résurrection. Le lion qui garde le seuil au premier plan pourrait s'inspirer de celui de l'Adam et Ève peint en 1509 par Lucas Cranach l'Ancien. Faisant partie de l'iconographie traditionnellement associée au saint, il semble assoupi mais ses yeux presque entrouverts annoncent une vigilance qui s'oppose au sommeil du chien endormi à ses côtés, animal symbole de loyauté souvent présent chez Dürer. Ces deux créatures font partie de l'histoire de Jérôme telle que la raconte La Légende dorée.
Éloignée de la vanité du monde exprimée par le crâne du memento mori, cette scène paisible évoque la vie contemplative qu'a embrassée Jérôme. Elle contraste avec l'absence de tranquillité qui imprègne Melencolia I.
L'attention portée aux détails et la finesse d'exécution sont typiques de la Renaissance nordique, et de Dürer en particulier. La représentation foisonne d'objets qui font allusion à des épisodes de la vie du saint. Ainsi, la courge suspendue au plafond rappelle une dispute théologique avec Augustin d'Hippone au sujet de la traduction du Livre de Jonas - Jon 4,6. Les deux Pères de l’Église ne s'accordant pas sur la nature de la plante, à savoir une calebasse ou un lierre, Jérôme écrit à son confrère une lettre pour lui exposer son point de vue,.
Trois modes de vie différents peuvent également être interprétés[pas clair]. Pour le théologien Hieronymus Wolf, par exemple, la vita contemplativa est ce que les moines pratiquent à travers leurs études et leur méditation afin d'acquérir la sagesse. L'historien de l'art Erwin Panofsky y voit également une contrepartie (une paire d'opposés) au bonheur paisible de la théologie et à l'agitation constante de la personne créative[pas clair].

## Style
La composition est intimiste mais le spectateur a du mal à se situer par rapport à l'espace du tableau[pas clair]. Dürer utilise la perspective au moyen de lignes de fuite pour créer un espace à trois dimensions qu'occupent le lion, le chien et la marche au premier plan, et de tout petits objets au fond de la pièce. Le spectateur est placé à la hauteur du protagoniste grâce à une savante perspective mathématique construite depuis un point de fuite excentré placé tout près de la marge droite, qui ouvre l'image sur le mur d'en face.
Thomas Puttfarken suggère que si la scène est très proche de l'observateur, Dürer n'a pas voulu que ce dernier se sente présent : « l'intimité n'est pas la nôtre, mais celle du saint car il est absorbé par l'étude et la méditation ». L'historien de l'art Erwin Panofsky commente la perspective : « La position du point de vue, assez excentré, renforce l'impression d'une représentation déterminée non par la loi objective de l'architecture mais par le point de vue subjectif du spectateur qui vient d'entrer - représentation qui doit justement à cette disposition perspective une grande partie de son effet particulièrement "intime". »
Cette gravure illustre l'art avec lequel Dürer sait reproduire, au moyen de simples hachures, la surface des matières tels le bois qui habille la pièce, l'écorce de la courge suspendue au plafond, la fourrure des animaux, le velours des coussins ou la transparence du verre soufflé.
C'est d'un trait léger que Dürer représente le saint homme traduisant la Bible dans un silence recueilli.

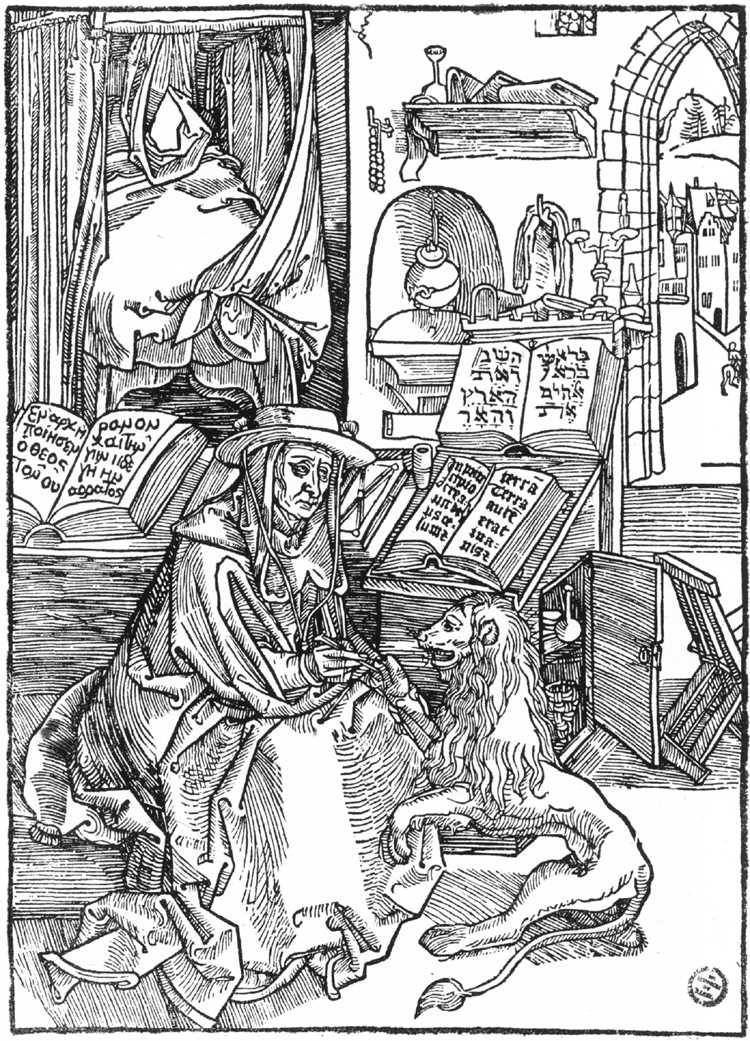
Saint Jérôme et le Lion, 1492.
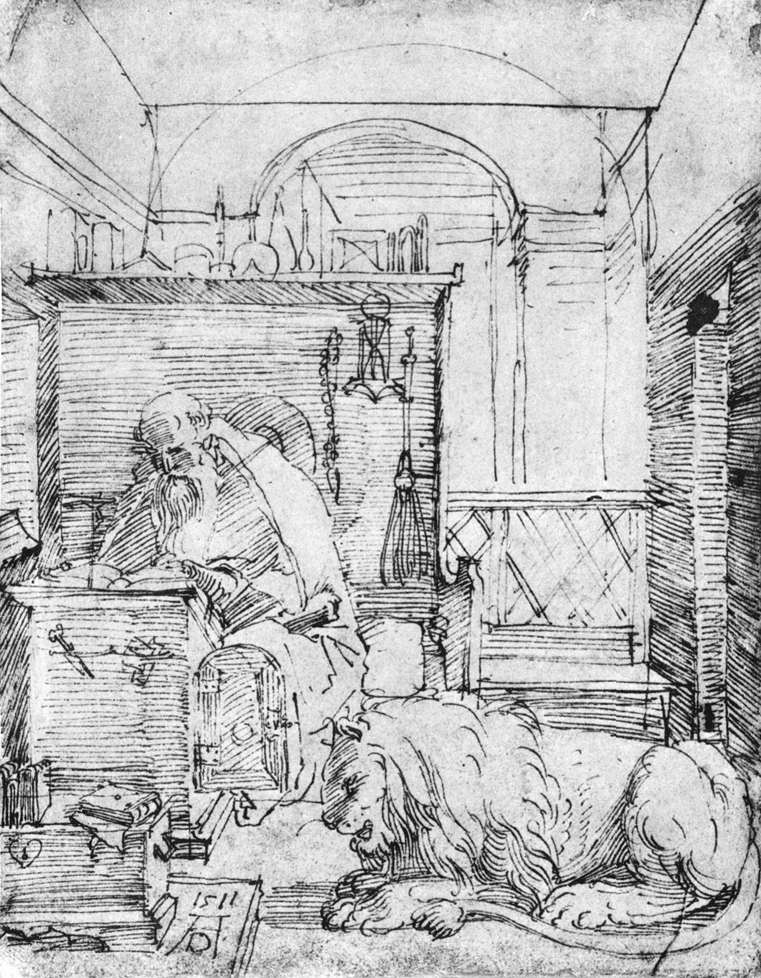
Saint Jérôme dans son étude, 1511.
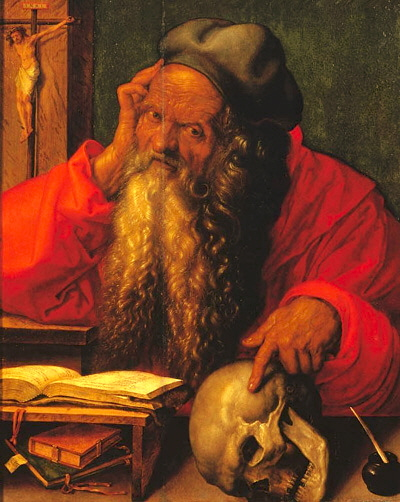
Saint Jérôme dans son étude, 1521.